# Phạm Thị Phương
Phạm Thị Phương (sinh năm 1981) là đại biểu Quốc hội Việt Nam khóa 13, thuộc đoàn đại biểu Hà Tĩnh.
Ngày sinh: 11/7/1981
Giới tính: Nữ
Dân tộc: Kinh
Tôn giáo: Không
Quê quán: Xã Đông Hoàng, huyện Đông Hưng, Thái Bình
Trình độ chính trị: Sơ cấp lý luận chính trị
Trình độ chuyên môn: Bác sĩ đa khoa
Nghề nghiệp, chức vụ: Bác sĩ điều trị khoa Tim mạch - Lão học - bệnh viện đa khoa tỉnh Hà Tỉnh, Ủy viên Ủy ban Mặt trận Tổ quốc Việt Nam tỉnh khóa XII, Ủy viên Uỷ ban Khoa học, Công nghệ và Môi trường của Quốc hội
Nơi làm việc: Bệnh viện Đa khoa tỉnh Hà Tĩnh
Ngày vào đảng: 6/8/2012
Nơi ứng cử: Hà Tĩnh
Đại biểu Quốc hội khoá: XIII
Đại biểu chuyên trách: Không
Đại biểu Hội đồng Nhân dân: Không